# Бартломей Бартніцький
Бартломей Бартніцький (пол. Bartłomiej Bartnicki; нар. 26 травня 1981, Бидгощ, Куявсько-Поморське воєводство) — польський борець вільного стилю та боєць змішаного стилю, багаторазовий чемпіон та призер престижних міжнародних турнірів, учасник семи чемпіонатів світу, семи чемпіонатів Європи, та двох Олімпійських ігор у змаганнях з вільної боротьби.

## Життєпис
Боротьбою почав займатися з 1991 року. Зайнятися цією дисципліною його спонукав брат, який записався в секцію за два місяці до того.
Виступав за спортивний клуб «Гурник» (Ленчна). Тренер — Пйотр Гарбаль (з 2007).
Після завершення кар'єри борця провів три поєдинки в MMA, у всіх переміг.
Випускник Університету фізичного виховання в Гожуві.

## Спортивні результати на міжнародних змаганнях

### Виступи на Олімпіадах
| Змагання                    | Збірна | Вагова категорія           | Місце |
| --------------------------- | ------ | -------------------------- | ----- |
| Літні Олімпійські ігри 2004 | Польща | вільна боротьба, до 96 кг  | 11    |
| Літні Олімпійські ігри 2008 | Польща | вільна боротьба, до 120 кг | 11    |

### Виступи на Чемпіонатах світу
| Змагання                        | Збірна | Вагова категорія           | Місце |
| ------------------------------- | ------ | -------------------------- | ----- |
| Чемпіонат світу з боротьби 2002 | Польща | вільна боротьба, до 96 кг  | 20    |
| Чемпіонат світу з боротьби 2003 | Польща | вільна боротьба, до 96 кг  | 7     |
| Чемпіонат світу з боротьби 2005 | Польща | вільна боротьба, до 96 кг  | 8     |
| Чемпіонат світу з боротьби 2006 | Польща | вільна боротьба, до 96 кг  | 19    |
| Чемпіонат світу з боротьби 2009 | Польща | вільна боротьба, до 120 кг | 7     |
| Чемпіонат світу з боротьби 2010 | Польща | вільна боротьба, до 120 кг | 23    |
| Чемпіонат світу з боротьби 2011 | Польща | вільна боротьба, до 120 кг | 22    |

### Виступи на Чемпіонатах Європи
| Змагання                         | Збірна | Вагова категорія           | Місце |
| -------------------------------- | ------ | -------------------------- | ----- |
| Чемпіонат Європи з боротьби 2002 | Польща | вільна боротьба, до 96 кг  | 16    |
| Чемпіонат Європи з боротьби 2004 | Польща | вільна боротьба, до 96 кг  | 4     |
| Чемпіонат Європи з боротьби 2007 | Польща | вільна боротьба, до 96 кг  | 9     |
| Чемпіонат Європи з боротьби 2008 | Польща | вільна боротьба, до 96 кг  | 18    |
| Чемпіонат Європи з боротьби 2009 | Польща | вільна боротьба, до 120 кг | 12    |
| Чемпіонат Європи з боротьби 2010 | Польща | вільна боротьба, до 120 кг | 5     |
| Чемпіонат Європи з боротьби 2012 | Польща | вільна боротьба, до 120 кг | 18    |

### Виступи на Чемпіонатах світу серед студентів
| Змагання                                        | Збірна | Вагова категорія          | Місце |
| ----------------------------------------------- | ------ | ------------------------- | ----- |
| Чемпіонат світу з боротьби серед студентів 2005 | Польща | вільна боротьба, до 96 кг | 5     |

### Виступи на інших змаганнях
| Змагання                                                        | Збірна | Вагова категорія           | Місце  |
| --------------------------------------------------------------- | ------ | -------------------------- | ------ |
| Гран-прі Німеччини з боротьби 2003                              | Польща | вільна боротьба, до 96 кг  | Срібло |
| Гран-прі Німеччини з боротьби 2004                              | Польща | вільна боротьба, до 96 кг  | Срібло |
| Гран-прі Німеччини з боротьби 2005                              | Польща | вільна боротьба, до 96 кг  | Золото |
| Гран-прі Німеччини з боротьби 2006                              | Польща | вільна боротьба, до 96 кг  | Срібло |
| Гран-прі Німеччини з боротьби 2007                              | Польща | вільна боротьба, до 96 кг  | 8      |
| Міжнародний меморіал Дейва Шульца 2008                          | Польща | вільна боротьба, до 96 кг  | Бронза |
| Олімпійський кваліфікаційний турнір з боротьби 2008 (Мартіні)   | Польща | вільна боротьба, до 120 кг | Бронза |
| Гран-прі Німеччини з боротьби 2008                              | Польща | вільна боротьба, до 120 кг | Золото |
| Турнір Дана Колова — Николи Петрова 2009                        | Польща | вільна боротьба, до 120 кг | Бронза |
| Гран-прі Німеччини з боротьби 2009                              | Польща | вільна боротьба, до 120 кг | Бронза |
| Турнір Дана Колова — Николи Петрова 2010                        | Польща | вільна боротьба, до 120 кг | Бронза |
| Турнір Алі Алієва 2011                                          | Польща | вільна боротьба, до 120 кг | 5      |
| Турнір Яшара Догу 2012                                          | Польща | вільна боротьба, до 120 кг | 16     |
| Олімпійський кваліфікаційний турнір з боротьби 2012 (Софія)     | Польща | вільна боротьба, до 120 кг | Бронза |
| Олімпійський кваліфікаційний турнір з боротьби 2012 (Гельсінкі) | Польща | вільна боротьба, до 120 кг | 14     |

### Виступи на змаганнях молодших вікових груп
| Змагання                                       | Збірна | Вагова категорія          | Місце |
| ---------------------------------------------- | ------ | ------------------------- | ----- |
| Чемпіонат світу з боротьби серед юніорів 1999  | Польща | вільна боротьба, до 97 кг | 7     |
| Чемпіонат Європи з боротьби серед юніорів 2000 | Польща | вільна боротьба, до 97 кг | 5     |
| Чемпіонат світу з боротьби серед юніорів 2000  | Польща | вільна боротьба, до 97 кг | 13    |
| Чемпіонат світу з боротьби серед юніорів 2001  | Польща | вільна боротьба, до 97 кг | 8     |